# 历史上的种族灭绝

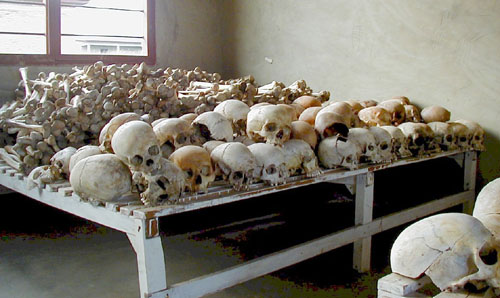
卢旺达大屠杀遇难者的髑髅

“灭绝种族系指蓄意全部或局部消灭某一民族、人种、种族或宗教团体。”这是《防止及惩治灭绝种族罪公约》（下文简称“《公约》”）为种族灭绝下的定义。种族灭绝英文“genocide”一词最早由拉斐尔·莱姆金在1944年提出。《公约》中列举了构成种族灭绝之行为：“杀害该团体的成员； 致使该团体的成员在身体上或精神上遭受严重伤害； 故意使该团体处于某种生活状况下，以毁灭其全部或局部的生命； 强制施行办法，意图防止该团体内的生育； 强迫转移该团体的儿童至另一团体。”
《公约》序言写道：“灭绝种族系国际法上的一种罪行，违背联合国的精神与宗旨，且为文明世界所不容，认为有史以来，灭绝种族行为殃祸人类至为惨烈， 深信欲免人类再遭此类狞恶之浩劫，国际合作实所必需。”
界定任何历史事件是否构成种族灭绝并非易事，其可能仅为犯罪或非人道的行为。几乎每一起被指控为种族灭绝的案件中，由于观点和立场的不同，对于事件细节和事件解释都会存在激烈的争议，甚至于对事实的描述也可能大相径庭。

## 定义
如何于法律上构成种族灭绝之问题存在争辩。其中一种定义即《公约》中所述，《国际刑事法院罗马规约》中的叙述与之相同。许多冲突事件并不符合《公约》内容，但迫于公众压力，也被归类于种族灭绝。
M. 哈桑·卡卡尔（M. Hassan Kakar）认为《公约》中的定义应当包括政治团体或施害者针对的其他团体。他更青睐乔克（Frank Chalk）和约纳森（Kurt Jonassohn）的观点：“种族灭绝是这样的一种单方面的大规模屠杀，其中一政权或其他当权者意图摧毁某一团体，此团体及其成员具体由施害者界定。”
有批评家针对《公约》中的定义指出，其之所以排除“政治团体”一项，可能是受到了来自斯大林的影响。
根据鲁道夫·拉梅尔，种族灭绝具有多重含义。其普通涵义即政府因民众作为某国、某民族、某人种或某宗教之一员对其施以的谋杀。其法律含义如《公约》所述，包括了强制施行办法，意图防止该团体内的生育，以及强迫转移该团体的儿童至另一团体。拉梅尔发明了“Democide（大灭绝）”一词，该词包含了对政治团体的迫害。
在本文中，无论有无受到主流学术界支持，受可靠证据来源支撑的历史上具有种族灭绝之特征之暴行皆予列出。这些案例可能包括大屠杀、大规模放逐、政治灭绝、大灭绝、断绝粮食和（或）其他生命必需品、故意暴露于侵袭性或传染性疾病病原体致死或者上述行径之结合。所列案例可能据《公约》定义，或是根据其他解释构成种族灭绝。

### 和其他屠杀之比较
有人主张种族灭绝包含一切有预谋的对平民的大规模屠杀，这种定义比较宽泛。这应指的是危害人类罪中的灭绝行为。历史上非种族灭绝的大规模屠杀诸如：
- 共产主义政权下的大屠杀
- 反共大屠杀

另一种难以界定之情况是种族清洗。种族清洗通常是指一个国家或地区的强势集团，为了本民族的纯洁性，将其他民族强制迁徙，然后再在先前其他民族生活的地区繁衍生息。在此过程中被驱离的民族可能会遭到强势集团的屠杀。历史上一些案例在归属种族灭绝或种族清洗的问题上存在争议。若严格依照法律意义，则种族清洗不算种族灭绝，除非强势集团表示将完全或部分杀害被驱离故土的民族。另有人认为土地与民族身份关系紧密，故若将一民族从其故土驱离则可能构成文化灭绝。种族清洗同样是危害人类罪中的一项行为。种族清洗一览请参见：
- 种族清洗列表（英语：List of ethnic cleansings）

然后比较种族灭绝与战争罪。大规模屠杀并非是构成战争罪之必须（虽然亦有相关之情况，如大日本帝国二战时的“亚洲版犹太大屠杀”），许多其他行为能构成战争罪。关于包含或不包含大规模屠杀的战争罪一览，请参见：
- 战争罪列表（英语：List of war crimes）

战时大规模屠杀平民的著名案例包括：
- 日军战争罪行
  - 南京大屠杀
  - 731部队
  - 重庆大轰炸
  - 肃清大屠杀
  - 马尼拉大屠杀
- 尼日利亚内战引发的饥荒和其他暴行
- 苏联入侵对阿富汗的破坏

奴役行为同样构成危害人类罪，但并非是种族灭绝。历史上曾有通过强制劳动而被处死之案例，如纳粹德国施行劳动灭绝政策，欲图通过强制劳动灭绝犹太民族。但从总体来看，奴役并非是种族灭绝。然而，数百万人因之殒命的奴隶劳动制度在历史上确是存在的，这种制度下，奴隶遭受着非人的待遇。甚至奴役者发动战争以捕获人口充当奴隶，横跨大西洋的黑奴贸易和阿拉伯奴隶贸易是历史上臭名昭著的两个案例，其中后者被一些人称为Maafa或黑人大屠杀。
历史上一些在共产党或殖民者统治下发生的饥荒是人为造成的，著名的案例如乌克兰大饥荒。在一些文献中，这些人为饥荒被认作是种族灭绝或大屠杀。这些人为饥荒诸如：
- 三年大饥荒时期
- 1932年苏联大饥荒
- 荷属东印度日据时期发生的饥荒以及1945年越南饥荒
- 爱尔兰大饥荒
- 苦难的行军

## 一战前
根据加拿大学者亚当·琼斯的说法， 如果一地数量处支配地位的人种与该地边缘化的人种几乎没有共同点，则前者极易将后者看作次一级的人类（subhuman），从而前者会将后者视为必须被消灭的威胁。 琼斯继续说道：“正如乔克和约纳森在他们早先的研究中指出的，困难在于，现存的历史记录含混不清而可靠性不高。尽管今日之历史皆忠于客观事实，但故往遗存之描述大都因歌颂领袖或称扬其宗教偶像而不尽真实。”
乔克和约纳森说：“历史学上和人类学上，各个民族往往有着自己的名字。在很多情况下，这个名字驱动着它的拥有者去与他们认为的在某些方面较之更次级的群体对抗。如果该民族和其他群体在宗教、语言、行为方式、风俗习惯等方面上相异甚殊，前者会将视后者为不全之人：异教徒、野蛮人，甚或动物。”

### 1490年以前
关于尼安德人灭绝的可能情况，包括贾德·戴蒙和罗纳德·怀特等不少学者提出了种族灭绝之猜想。其他学者提出了不同的意见，故此在科学界尚无定论。
研究古代史的学者通常会区分种族灭绝与性别灭绝。在性别灭绝中，男性会被杀害，而妇女和儿童（尤其是女孩）会与征服者相融合。琼斯特别指出：“乔客和约纳森在其著作中向读者展现了时空跨度极广的一系列的历史事件，例如前1千纪中亚述帝国的彻底覆亡和伯罗奔尼撒战争中雅典对米洛斯岛的摧毁。修昔底德在《伯罗奔尼撒战争史》的第五卷第七章的米洛斯对话中对这次性别灭绝进行了描述旧约中记载了前2千纪发生在摩西在世时的对米甸人的迫害。《民数记》第31章记载，除了将妇女和孩子作为掳物，以色列人杀害了所有的米甸人。这些妇女和儿童后来在摩西的授意下被杀掉，唯一留有性命的就是未与男人睡过的女孩。被杀害的米甸人总数未被记载，但《民数记》记载了幸免于难的女孩的人数，共计三万两千人。
本·基尔南将第三次布匿战争中迦太基的毁灭称作史上“首次种族灭绝”。

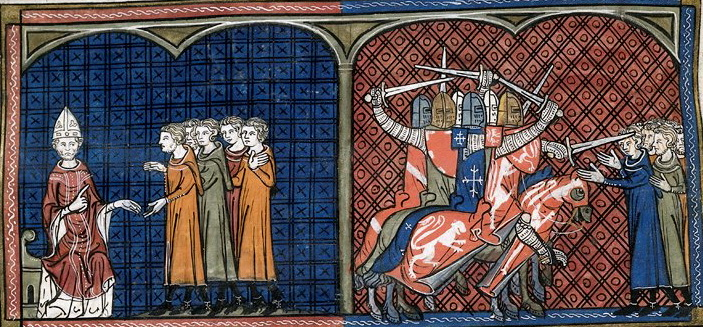
诺森三世将卡特里派教徒逐出教会（左图），十字军团对卡特里派教徒展开大屠杀

一份2010年的研究報告提出，美国西南部的阿那萨吉人可能灭亡于一次发生于约公元前800年的种族灭绝。
拉斐尔·莱姆金，“genocide”一词的创造者，曾提到1209年–1220年依诺增爵三世发动的阿尔比十字军是“宗教史上最为确凿可据的种族屠杀之一”。这次军事讨伐旨在铲除被视为异端的卡特里派。
五胡乱华时期，中国北方汉族受到了少数民族政权的残忍与血腥的统治，以后赵为例，其统治者对汉民族采取了仇杀和奴役的政策。西晋灭亡到淝水之战，民族矛盾是当时社会的主要矛盾。汉族人冉闵深鉴于此，欲灭五胡，尤其是当中的羯族。《晋书·石鉴传》记载，公元四世纪冉闵灭后赵的襄国之战中，许多羯族和其他胡人被冉闵杀害，不少学者称此为种族灭绝。
琼斯援引埃里克·马戈利斯的著作《世界之巅的战争：阿富汗、克什米尔和西藏的抗争》，在其书中称，13世纪成吉思汗麾下的蒙古军队是种族灭绝的屠杀者，他们善于将一国摧毁得荡然无遗，由是于世享有威名。成吉思汗通过“与车辖相量”的方式诛灭了塔塔尔部。他又在不花剌故技重施，屠杀了康里部所有的男子。最终，成吉思汗让半数的蒙古部落从历史上消失。此外，罗萨恩·克拉斯（Rosanne Klass）将蒙古对阿富汗的统治称为“种族灭绝”。
与成吉思汗类似的还有帖木儿。帖木儿是突厥化蒙古人，作为一位征服者，他穷凶极恶的本性举世闻名，所征服之地即有種族滅絕式屠殺。威廉·鲁宾斯坦在其著作中写道：“在亚述（1393-4），帖木儿志得意满。只要是他能找到的基督徒，他都杀了。遭此劫难的还包括提克里特里的所有人，当时这座城市还属于基督教。東方亞述教會也因此几近破坏殆尽。帖木儿的残忍同样使什叶派穆斯林、犹太教徒和异教徒遭到屠杀。尔后，在美索不达米亚，基督教的影响范围急剧缩小，仅限制于未遭染指的北方地区。帖木儿同样对格鲁吉亚和亚美尼亚的基督徒进行了大屠杀，阿拉伯人，波斯人和突厥人也未能幸免。

### 1490-1914年

#### 非洲

##### 刚果

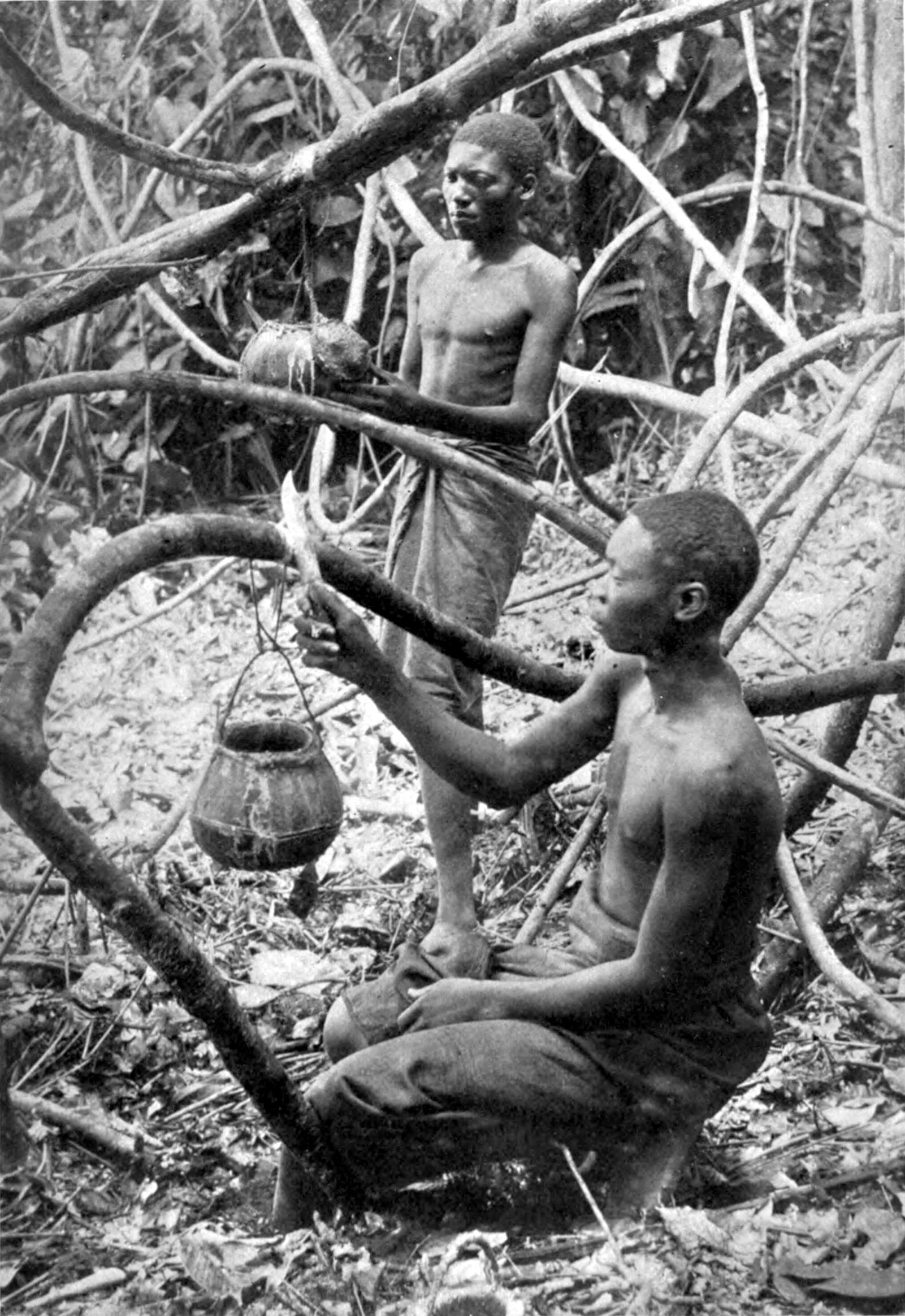
采集橡胶的刚果劳工

今日地处非洲中部的刚果民主共和国，曾在历史上作为刚果自由邦，是彼时比利时国王利奥波德二世的私人领地。他通过强迫当地人充当劳力来攫取这块土地的财富。在其治下，蓄意屠杀、滥施惩罚和对民众的压榨导致了约200万至1500万刚果人的丧命。殖民者殖民美洲带来的未知疾病也让许多刚果人丧命。因为自由邦的目的是为了获得经济利益，用“种族灭绝”来描述之是否妥当尚存争议。2003年，罗伯特·韦斯伯在《种族灭绝研究》杂志中说，根据《公约》，试图消灭一种族之部分已经可以构成种族灭绝。 20世纪，刚果自由邦中的暴行几经报道后，引起了国际社会的愤慨。最终，1908年，比利时政府强迫利奥波德放弃了其对自由邦的领有权，自由邦更名为比属刚果。

#### 法国占领阿尔及利亚
基尔南在其著作《鲜血与土壤：从斯巴达到达富尔的种族灭绝世界史》中称，法国对阿尔及利亚展开征服行动的三十年间，战争、饥荒和疾病使得阿尔及利亚原有的300万人口减少了50至100万。
1875年，法国人的征服行动落下帷幕。1830年以来，战争已经使82.5万阿尔及利亚原住民丧命。种族灭绝带来的仇恨犹如幽灵在阿尔及利亚上空徘徊。法国的作家深鉴于此，1882年，他们在阿尔及利亚抗议道，“我们每日都听到诸如‘我们必须驱逐这里的土著，如有必要就杀掉他们’的言论。”1887年，法国某统计杂志发声，强烈要求灭绝当地人的制度应该被缓慢渗透的政策所取代。”
2011年，作为对法国承认亚美尼亚大屠杀的回应，土耳其指控法国对阿尔及利亚实行种族灭绝，屠杀了该地15%的人口。

##### 德属西南非洲
如今的纳米比亚曾在1884年至1915年是德国在非洲的殖民地之一，那里世代生活着赫雷罗人和纳马人。1904年至1907年的长达四年间，这两支族群遭到了德国人种族灭绝式的迫害。1904年，德国皇家军队西南非洲殖民最高军事统帅洛塔·冯·特罗塔在出征前下达了种族灭绝的命令：“我会将反抗者斩尽杀绝，让他们血流成河。”，后来他开展了暴戾的焦土政策，两当地民族的许多人因而亡命。纵然差距悬殊，两民族仍与德意志展开了殊死的搏斗。据估计，血腥的战争中，约有1万纳马人罹难，而遭到杀害的赫雷罗人则为6万5000人。
博茨瓦纳国家档案馆保留了特罗塔的灭族令的一份拷贝文件。他在灭族令中称“无论全副武装或手无寸铁，无论家财万贯或一贫如洗，只要是赫雷罗人，都会遭到我们的枪杀。妇女和儿童也不会幸免，我会把她们赶回他们原来的族群之中，连同男人一起赶进沙漠，或者直接枪毙了事。”大卫·欧卢索加和卡斯珀·埃里申（Casper Erischen）在他们共著的书中称：“这是一份独特的文件，它简直就是一份直抒胸臆、毫不掩饰的种族灭绝的宣告书。”

##### 祖鲁王国
1816年，恰卡·祖鲁建立祖鲁王国，该国是聚集多个部落，严密组织，是个独裁主义的军事国家。祖鲁王国发动了一系列的破坏性战争，使得如今为南非和津巴布韦的许多地区饱尝战火，以至于荒无人烟。祖鲁军队的目的不仅仅是获得战争的胜利，还在于灭绝交战之敌。其灭族行为十分彻底，士兵、妇女、儿童甚至犬类都是他们的屠杀对象。连年战争带来的死亡人数饱受争议，估计数值界于100万至200万之间。

#### 美洲
参见：对土著民族的种族灭绝中殖民主义与美洲的种族灭绝(Colonialism and genocide in the Americas)一节

伤膝河大屠杀后埋葬原著民族拉科塔人尸体的万人坑

从十五世纪末至二十世纪初的约四百年中，欧罗巴人和美国白人“一直致力于延绵不绝的针对美洲土著的种族灭绝运动之中”远道而来的殖民者极尽了一切手段来迫害美洲大陆原本的主人，各种行径包括屠杀、酷刑、惊骇、性虐、系统性的军事占领、强迫土著迁离故土、强制土著儿童进入军事化寄宿学校、瓦解传统之公有生活方式以及终止妊娠之政策。
诸如瓦斯科·努涅斯·德·巴尔沃亚的早期殖民者，或被称作“征服者”，曾厚颜地主张对原住民进行种族灭绝。1763年，英国民兵威廉·德伦特和西蒙·艾库耶（Simeon Ecuyer）将沾染有天花病毒的毛毯作为礼物送给印第安人的谈判使者，欲图“将天花传给印第安人”。虽然这些毯子和手绢有多少效果仍需存疑， 历史学家指出“法国、西班牙、英国以及后来的美国曾极不光彩地使用天花以灭绝美洲原住民，这样的历史记载不计其数。印第安人惧怕天花胜过惧怕子弹。相较于白人的武器，天花以其致命性与易染性可以使印第安人更易更速地灭绝或向殖民者臣服。”在庞蒂亚克战争中，英国指挥官杰弗里·阿默斯特批准了士兵使用病毒作为一种生物武器以同印第安人相抗。他放言道：“你们应通过毛毯等方式让印第安人感染疾病，或只要是能够根除这低劣之民族，无论途径，皆当为之。”他嘱咐他的手下，称：“我只希望印第安人能不断增兵，（这样就可以杀掉更多人了）我不希望把他们作为战犯关起来。”1837年，天花肆虐美国北部平原地区。彼时的战争部长刘易斯·卡斯下令不予向疫区中四支印第安族群提供疫苗，但在非疫区疫苗却供应充足。
一些历史学家认为，不能用被定义为“蓄意罪行”的种族灭绝来描述美洲的殖民化进程。历史研究者斯塔弗·普尔在其著作中写道：“西半球发生的种种不幸自有术语评说，但此术语绝非种族灭绝。在标语和呐喊胜过反省和深思的年代里，它可以作为优良的政治宣传词汇。但在这一语境下使用该词，只会造成的是它语义的贬损和对犹太人和亚美尼亚人——本世纪最大的两个受害者——的不敬。” 政治学者宫特·莱维称，把种族灭绝的标签贴到美洲土著的“悲惨命运”上是不合适的，这“并不是犯罪，而是一场悲剧。其间饱含着不可调和的文化和价值观上的矛盾与冲突⋯⋯美洲大陆的新主人确信自己的文明和种族高人一等，便不予原住民大片的保留地，且不让他们在美洲大陆上继续沿用以前的生活习俗。”研究“黑色传奇”和美洲征服史的学者诺布尔·大卫·库克（Noble David Cook）称：“新旧世界接触后的一世纪内，据传极少数的西班牙人杀死了数以百万的原住民。”库克认为“美洲印第安社会裂解的原因多种多样，要想精确掂量各因主次实不可能。我们也许会诘问，是不是百分之二的印第安人死于西班牙人的长矛之下，百分之五的人被火绳枪杀害，百分之十二的人被狗咬死？⋯⋯几乎所有的证据都证明疫病使得外国的征服和统治更为容易，不仅对于西班牙如此，对于欧洲各国皆如此。” 印第安裔学者罗克珊·邓巴-奥尔蒂斯说：“倡导印第安人主要由疫病致死的人对殖民者采取的其他手段视而不见，但后者只会和前者同等致命甚至更过。他们这样做相当于否认了殖民美洲是种族灭绝之计划，而认为这单纯只是因缺乏免疫而导致的悲剧下场。在犹太人大屠杀的事例中，死于纳粹关押下的饥馑、过劳和疾病下的人多于死于毒气的人，这一点没人会反对。但纳粹营造和维持非人之生存条件，致使大量犹太人死亡，却明显地构成了种族灭绝。”
历史学家大卫·斯坦纳尔德称，迄至美洲人口达到7600万的1769年，对原住民的杀戮已使得其人口减为总人口的约3‰，这样的屠戮是世界史上规模最大的种族灭绝。“最后，土著几乎被杀得无人可杀。”人类学家拉塞尔·桑顿，对于美洲印第安人来说，“欧洲人的到达标志着一次漫长屠杀的开始，即使不像犹太人一样被关在集中营里死去。是新病毒引起的瘟疫、殖民者的枪杀、如烈酒程度般的蹂躏和复仇者展开的焦土政策毁灭了他们。” 大卫·夸门将殖民者对美洲土著和澳洲土著的所作所为作比，两者都被他称作种族灭绝。 
研究犹太大屠杀的大卫·切萨拉尼等学者认为，美国政府推行的昭昭天命政策构成了种族灭绝。
1992年，为迎接哥伦布开辟新航路五百周年，数部关于此主题之著作发行于世。2003年，时任委内瑞拉总统乌戈·查韦斯呼吁拉丁美洲的人民不要庆祝哥伦布日。他指责哥伦布做了“人类史上规模最大的侵略行动和种族灭绝”的先锋。

##### 阿根廷
十九世纪七十年代，在胡利奥·阿根蒂诺·罗卡为主要领导下，阿根廷展开了第二次荒漠远征。此次军事行动使阿根廷控制了巴塔哥尼亚地区，其间杀害了超过1300名原住民。
当今的史料显示，该次屠杀是阿根廷政府对土著进行的一次蓄意的种族灭绝。另有人认为，阿方的行为仅为镇压拒绝遵从阿根廷政府和攻击欧洲殖民点的部分原住民。

##### 加拿大
1876年，加拿大《印第安法案》批准生效，加拿大印地安人寄宿學校系統因之建立。此后直到1996年的120年间，一座座专为印第安儿童设立的寄宿制学校为加拿大政府扮演了强制同化印第安人的角色，在让印第安人融入加拿大主流社会的同时，也使得印第安传统教育衰亡，传统文化传承面临危机。 2008年，时任加拿大政府总理哈珀就此道歉，称“土著儿童在寄宿学校的遭遇是我们历史上悲伤的一页”。此制度下，全国约30%的印第安儿童，即约150,000人在寄宿学校接受教育，其中至少有6000名学生在就读时死亡。该制度被称为是文化灭绝：“把印第安人消灭在娃娃阶段” 加拿大真相与和解委员会的在其最终调查报告中称，无论是物理上的、生理上的或是文化上的种族灭绝皆有发生：物理者体现于体罚，生理者体现于破坏生殖能力，文化者体现于强制同化 20世纪60至80年代，“六十年代掏空运动”发生。加拿大法官埃德温·基梅尔曼将此视为种族灭绝，他曾写道：“你把一个小孩子从其本有的文化环境中硬生生地拽出来，再放到一个陌生的文化环境之中，也不给孩子的家庭提供法律帮助，这明明白白地就是根本的大错特错！”

##### 海地
1804年，海地独立。让-雅克·德萨林是该国独立后的首位领袖，他下令对法国克里奧人进行大屠杀，史称“1804年海地大屠杀”。菲利普·吉拉德称：“大屠杀后，海地土地上的白种人几乎绝迹了。”

##### 墨西哥
大约在1847年至1901年，尤卡坦玛雅人与当地欧洲裔（Yucatecos）展开战争，后者彼时掌握着该区域的政治与经济。琼斯称，双方都存在灭族式的暴行，战争造成了约20万人死亡。
1835年，北索诺拉要塞长官唐·伊格纳西奥·苏尼加（Don Ignacio Zuniga）声称，自从1820年以来，阿帕契族因殖民者抢掠、偷劫土地或出于自卫，已至少杀害了五千名移民。索诺拉州不久便悬赏捉拿阿帕契人。两年后，奇瓦瓦州如法炮制，开出缉拿一名阿帕契士兵得100比索，妇女50比索以及儿童25比索的赏金。

##### 纽芬兰
纽芬兰岛的原住民贝奥图克人为了避免与欧洲人发生接触，主动迁出祖辈世代生活的定居点。 即便如此，他们也被驱赶到荒凉之地，被迫放弃传统土地类型和生活方式。新的生存环境并不能为他们提供足够的生存资料，许多贝奥图克人出现营养不良的情况，最终导致了饥荒的爆发。 上述观点以外，一些学者认为，欧洲人长期开展的针对贝奥图克人的种族灭绝行动是该族灭绝的主因。 1829年莎娜迪希特（Shanawdithit）的逝世宣告着贝奥图克人的灭绝。她卒于圣约翰斯市，纽芬兰岛首府，也是当初她被掳掠离开的地方。

##### 秘鲁
1780至1782年，图帕克·阿马鲁二世和图帕克·卡塔里揭竿起义，在秘鲁和上秘鲁杀害了超过10万殖民者。

##### 美国
更多资料：对原住民的种族灭绝§美国殖民化和西进运动（英文）

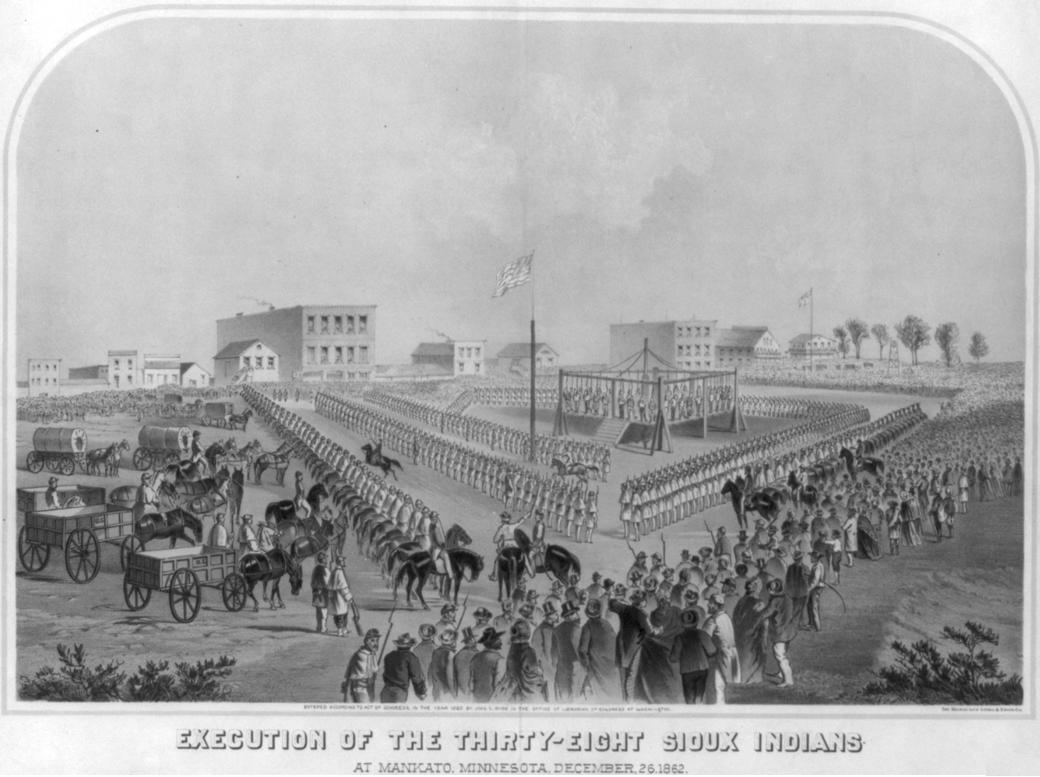
1862年达科他战争后，林肯总统下令在明尼苏达处决38名美洲原住民。

在一系列北美印第安战争中，美国军队多次屠杀印第安人，或强制印第安人迁离故地。一些学者认为美军的行为已然构成了种族灭绝。举残酷一例，曾广激义愤的沙溪大屠杀就被称作是种族灭绝。1864年11月，科罗拉多领地民兵将领约翰·齐瘟顿率领着约七百兵力，袭击了居住在保留地中温和不武的约200名夏安族和阿拉帕霍人，并展开了大屠杀。有约70至163人罹难，六成以上是妇女、儿童和襁褓中的婴孩。齐瘟顿和他的部下剥下遭难者的皮或截取身体某部分作为战利品。袭击者中，不乏剖孕妇之腹以取其中之胎者，也不乏割取死者生殖器者，以之为战利品。 事后，齐瘟顿为他的暴烈行为如是辩护：  
那些同情印第安人的家伙简直就是天杀的！……我来这里就是杀印第安人的，而且在我主天堂之下，我杀得理直气壮，我感到无上光荣。……杀后再剥他的皮，幼小的也不要放过；若是留下虱子卵，日后还有新虱子。——美军指挥官 约翰·米尔顿·齐瘟顿
格列哥利·米治诺（Gregory Michno）有著《印第安战争百科全书：1850-1890年西部的战斗与摩擦》一书。他在书中统计了672次大大小小的战斗，并列表指出，历次冲突共造成死亡21,586人，其中死亡美国军士和殖民者共计6,596人，占31%，而死亡的原住民则达到14,990人，占69%。米治诺的统计数据全来自于美国军方。此统计之外，他另在新作《被遗忘的战斗》中记述了另外的三百次冲突。
根据美国统计局1894年一份报告中的数据，1789年至1846年，“美国政府统治下其与印第安人交战逾四十次。白人男女及儿童伤亡逾十九万，印第安人伤亡逾三十万。实际死亡的印第安人数目应该更加巨大，四十五万人应尚可信……” 美国统计局在这份报告中“估测”，在1492年哥伦布发现美洲前的印第安人数“不可能超过五十万”。而现代学术界认为这一数字应该超过一千万。.
乔克约纳森认为，驱离切羅基人可以称得上是现代意义上的种族灭绝。血泪之路一词最早特指切罗基人被迫踏上的迁移旅途，后来被用来泛指诸美国原住民族被迫离开故地，迁往密西西比河以西地区的史实。1830年通过的印第安人迁移法案让切罗基人背井离乡。约有17,000切罗基人和属于他们的约两千黑奴被强迫离开家园。血泪之路上的遭难者人数备受争论，不同统计者对此莫衷一是。布特勒夫妇曾作为随行切罗基人的传教士同行于迁居之路，他们估计有4,000名切罗基人死于颠沛流离的途中。历史学家戴维德·斯坦纳尔德（David Stannard）和巴巴拉·曼恩（Barbara Mann）称联邦军队有意让切罗基人穿越诸如维克斯堡等霍乱肆虐的地区。斯坦纳尔德估计8,000人因被迫迁居而亡命，这一数字约为切罗基人总人口的一半。
考古学家和人类学家安·F·莱门诺夫斯基（Ann F. Ramenofsky）写道：“重型天花可以经由布料或毛毯感染他人。在十九世纪，美军把这些毯子送给原住民，尤其是给那些住在平原上的人，来解决印第安人的问题。1836年至1940年发生的天花疫的负责方至今存疑，但学者们肯定，大平原上发生的流行病“肇始于密苏里河上游的未经检疫的汽船”，上千平民无辜病死，“圣彼得”号的普拉特船长难辞其咎。他被法律判为“犯罪过失”罪。这样的判罪未免过轻，与其造成的骇人惨剧——数千人死亡，曼丹族的近乎全殁等这一地区遭受的苦难——毫不吻合。卓越的种族灭绝研究学家德尔克·莫西斯认为，“包括曼丹人在内，许多美洲土著族群所遭受的种族灭绝”应归因于政府的同化政策，并伴随着官方或非官方准许的“对'未开化者'的全部杀灭、削弱力量或强制驱逐”。
1849年年初，美国拉开了殖民加利福尼亚的序幕。政府资助了殖民者对原住民的屠杀，最终，殖民者赢得胜利，数个原著族群被彻底杀灭。门多西诺战争和其后的圆谷战争是这一系列冲突中的两起。在这两场所谓的战争中，尤基人近乎灭绝，人口数由3 500锐减至不足100。根据拉塞尔·汤顿（Russell Thornton）的说法，哥伦布到达美洲前，加利福尼亚至少有310,000、至多可能有705,000人口。美国涉足加州的1849年以前，由于西班牙和墨西哥的殖民和数次的大型瘟疫，这一数字降到了100,000。但主要由于美国1849至1880年间的屠杀，这一数字减少为不足20,000。在《美洲的种族灭绝：合众国和加利福尼亚的劫难》一书中，历史学家本杰明·马德利（Benjamin Madley）记录了1846至1873年间遭罹屠杀的加州印第安人人数。他找到的证据显示，在这一时期，至少9,400至16,000加利福尼亚印第安人被非印第安人所害。这些杀害的发生多集中于超过370次的大屠杀。在这些蓄意的屠杀中，被杀害者多为没有武器的妇女、儿童和俘虏，为数不多的印第安士兵已被解除武装。美国日后在定义在加利福尼亚与印第安人的冲突时，并不将其严谨的归为“战斗”。 冲突中，另有一万印第安人被绑架作为奴隶出售。

#### 亚洲

##### 中国
明末清初大屠殺事件是指清軍入主中原前後包括清朝軍隊、明朝軍隊（包括南明政權）、民變武裝等多方勢力混戰所造成的屠殺事件。 以清軍為例，清軍為報復反抗者的激抗和推行剃髮令而製造多起衝突和屠殺事件，如曾在揚州、桂林、昆明、江陰、嘉定、廣州實行屠城，就是漢族士紳地主也 不能倖免。多爾袞帶軍攻占江南、嶺南等地區，並且聯合荷蘭，攻陷廈門。
清廷統治者從努爾哈赤、皇太極到多爾袞，都以凶悍殘忍著稱於史冊。  “順我者昌，逆我者亡”這句話對他們不完全適用，因為他們的做法通常是“城門失火，殃及池魚”。 就是說一遇抵抗，破城得地之後不分軍民，不論參與抵抗或未參與抵抗，通通屠殺或掠取為奴婢。 努爾哈赤在遼東的屠戮漢民，皇太極時三次深入畿輔、山東等地的屠殺搶掠在許多方誌中有明確記載，連經歷了文字獄鬧得最厲害的乾隆時期的御用文人紀盷也在《閱微草堂 筆記》裡透露了他一家在清軍屠刀下的遭遇。 多爾袞進關之初，為了取得漢族官紳的支持曾經一度有所收斂。 從順治二年四月遣兵南下開始即以民族征服者自居，殺戮立威，演出了一幕幕慘絕人寰的屠城悲劇。  “揚州十日”、“嘉定屠城”因為有專書記載為人們所熟知。 此外像1649年（順治六年）鄭親王濟爾哈朗佔領湖南湘潭後的屠城；同年平定大同總兵姜瓖為首的山西反清運動，不僅大同全城軍民屠戮殆盡，“附逆抗拒” 州縣也不分良莠一概屠殺；1650年平南王尚可喜與耿繼茂攻克廣州時的屠城，這類血淋淋的事例在史籍中屢見不鮮，充分暴露了滿洲貴族標榜的“吊民伐罪”的偽善 。
同治陕甘回乱（1862年－1873年），是于19世纪清朝同治年间发生在中国西北地区的一场大规模的回民动乱。戰爭由陕甘回民和哲合忍耶苏菲门宦開始，主要表現為回民對漢民的種族滅絕，財產轉移及清军对回軍的镇压。极端主义回族穆斯林武装在宁夏、陕西、甘肃地区集体屠杀了数十万汉族民众和官吏。如1869年九月，马化龙的回军在灵州再次屠杀汉民十余万人，而汉民的财产及妇女被回军据为己有。该战乱除了在陕西及甘肃外，还波及宁夏、青海、新疆及外蒙古，对中国西北地区经济和文化造成了巨大的破坏，据统计，陕甘两省共损失人口总数2000万人。
1949年，中华民国新疆省主席包尔汉（维吾尔族）与驻军指挥官新疆警备总司令陶峙岳（汉族）等人倒戈投降中国共产党。同年王震就任中共中央新疆分局书记。1953年中国共产党中央委员会主席毛泽东批评王震在新疆的民族、宗教问题政策左倾，对农牧主大搞清算，对当地宗教首领大搞镇反的行为在新疆引起怨声载道，因而撤销王震分局书记职务，改由习仲勋亲自主理工作。
2014年，中共中央总书记习近平发起严厉打击暴力恐怖活动专项行动，并开始建设新疆再教育营。外界指控中国共产党和中华人民共和国政府对新疆以穆斯林为主的维吾尔族人和其他少数民族和宗教少数派群体成员做出种族灭绝的暴行。2022年8月31日，联合国人权事务高级专员米歇尔·巴切莱特发布了一份关于中国对待新疆维吾尔族穆斯林和其他穆斯林少数民族的报告，认为中国对这些群体的待遇可能构成危害人类罪。

##### 印尼
1740年10月9日至12日，荷兰殖民当局制造红溪惨案，在爪哇的巴达维亚（今雅加达）屠杀华人近万人。

##### 阿富汗
19世纪末，由于少数民族哈扎拉人不从国王，反叛激烈，阿布杜爾·拉赫曼汗镇压之，由此揭开了普什图人和哈扎拉人两族间长达数年的仇恨之幕。在乌鲁兹甘和德卓蓬地区，哈扎拉人遭到大规模的强制驱离，屋舍查没，民众逃散。约35,000户家庭逃往阿富汗北部地区、伊朗马什哈德和巴基斯坦奎达地区。据统计，在阿布杜尔·拉赫曼的针对行动下，约60%哈扎拉人被屠杀或被迫迁徙。哈扎拉农民常常被要求将其财产转让予普什图人，这也导致许多哈扎拉家庭必须通过季节性迁往城市或者他国来谋求工作以维持生计。巴基斯坦的奎达是第三大阿富汗外的哈扎拉人聚居地。

##### 英治印度
麦克·戴维（Mike David）在《维多利亚晚期的大屠杀》(Late Victorian Holocaust)中记叙道：“并非在‘当代世界秩序’以外，而是在被强制经济和政治的近代化的进程里，数百万人死去了。他们死于自由资本主义的黄金年代，当然，他们很多是被谋杀的……死于斯密、边沁和密尔神圣教条的神学般的实际应用之下。”又称，“有可信的证据表明，在印度经济被暴力卷入资本主义世界市场后，农民在灾难面前突然变得脆弱无比……商业化和贫穷化是手拉手地来到印度的。”

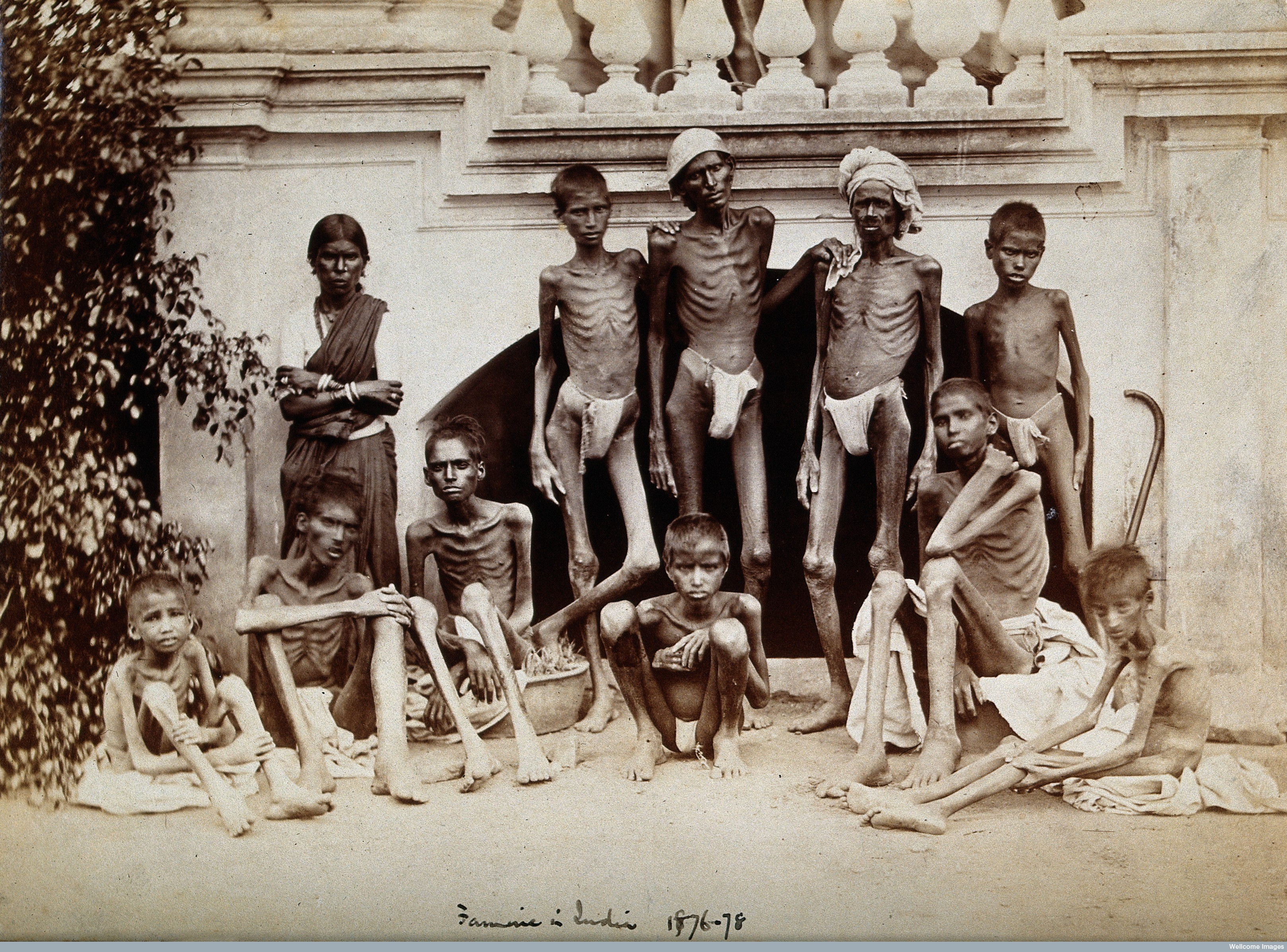
1876-78年大饥荒中，班加罗尔受灾的饥民

英国统治下，约有1,500万人在1770年孟加拉饥荒和1876年—1878年印度大饥荒中饿死，这被戴维称作“殖民地的种族灭绝”。尼爾·弗格森等学者对此产生了质疑，而亚当·琼斯等学者对戴维的说法表示肯定。

##### 准噶尔
17世纪初至18世纪中期，在长城西端至今东哈萨克斯坦，今吉尔吉斯斯坦至南西伯利亚的广袤土地上曾生活着准噶尔人和瓦剌人，他们是最后的威胁中原的游牧帝国。 17世纪80年代以来，准噶尔部逐渐被清政府所平定，最终灭族。据魏源记载，六十万准噶尔人中，四成死于天花，另有两成逃往俄国或在哈萨克部族中寻求避难，三成被清军歼灭。
历史学家迈克尔·埃德蒙·克拉克（Michael Edmund Clarke）认为，清朝1757年至1758年的运动“不仅仅是对准噶尔政权的破坏，而且也是对其民族的灭绝。”历史学家彼得·珀杜（Peter C. Perdue）认为清军的“蓄意屠杀”是准噶尔灭族的原因，并将其描述为“种族灭绝”。 种族灭绝历史学家马克·勒韦恩（Mark Levene）认为，准噶尔族的灭绝“毫无疑问是18世纪的种族灭绝”的经典案例之一。

##### 日本对北海道的殖民
阿伊努人是日本原有的土著民族。  
《今日日本》在2009年曾报道称：“许多阿伊努人被强迫为大和族人工作，成为其奴隶。由此许多阿伊努家庭破裂，诸如天花、霍乱、麻疹、结核等外来疾病开始在阿伊努族内传播。1869年，戊辰战争爆发，箱馆一役后，明治政府将虾夷共和国重命名为北海道，并单方面将其并入日本。明治政府将阿伊努人的语言禁止，占领了他们的土地，并禁止他们狩鹿和捕捞三文鱼。”罗伊·托马斯在《日本：凋零的花》一书中写道：“对于殖民者来说，虐待原住民是他们一贯的做法，其中最恶劣的情况则会导致种族灭绝。但阿伊努人却受到了残酷的欺骗，因为日本人拒绝正式承认他们是一个少数民族。”2004年，在俄居住的阿伊努人向普京致信，希望其承认日本对待阿伊努人的行为构成了种族灭绝，但遭普京拒绝。2008年6月6日，日本议会终于决议承认阿伊努人具有独特的语言、宗教和文化。

##### 奥斯曼帝国
1843年至1847年，以贝迪尓汗为首的库尔德人和奥斯曼军队对奥斯曼帝国国内的亚述裔基督教徒进行了大屠杀，在哈卡里地区造成了上万人的亚述原居民死亡，另有数千人被卖为奴隶。
1894年至1896年，在民族因素和宗教因素的驱使下，奥斯曼军队对信奉基督教的亚述人与亚美尼亚人展开了哈米德大屠杀。今土耳其东南部、叙利亚东北部和伊拉克北部是这一系列大屠杀的主要发生地。死亡人数估计达到了325,000人之高。此外，546,000位亚美尼亚或亚述幸存者因被强制驱赶出城市而陷入极度贫困之中，其约2500座农庄、城镇或乡村被摧毁或窃占。数百座基督教堂或修道院毁于一旦，或被强制地用来重修成清真寺。 
1876年至1878年，在反对奥斯曼统治的1876年四月起义期间，超过15,000名手无寸铁的保加利亚平民被奥斯曼军队杀害，其间以巴塔克大屠杀最为惨重。
1909年4月，奥斯曼帝国阿达纳州爆发阿達納屠殺。在1909年奥斯曼帝国反革命政变的背景下，阿达纳城与周围地区的许多亚美尼亚人和亚述人遭到屠杀，导致了全州范围内的一系列反基督大屠杀。. 报道称阿达纳州境内有30,000名亚美尼亚人和1,500名亚述人丧生。
1913年至1923年，希腊种族灭绝、亚述人种族大屠杀和亚美尼亚种族大屠杀在衰朽的奥斯曼帝国内发生。一些历史学家将这三次种族灭绝并称为“奥斯曼帝国末期大屠杀”。

##### 俄罗斯帝国

###### 切尔克西亚
沙俄帝國曾在東北高加索地區對切爾克西亞發動戰爭，意圖取代切爾克西亞以控制黑海沿岸地區。長達一個世紀的反亂戰爭之後，無力中止衝突的沙俄政權開始將大部分的穆斯林驅離北高加索地區。許多切爾克西亞人、西方歷史學家、土耳其人和車臣人皆聲稱其為世界現代史早期的種族滅絕之一。沙俄為了滿足其（經濟上的）強國之願，在其驅離政策下，切爾克西亞族幾遭盡數消滅
安特羅·萊辛格（Antero Leitzinger）將沙俄殘害切爾克西亞視為十九世紀最大規模的種族滅絕。一些統計數據指出，約有一百萬至一百五十萬切爾克西亞人被殺害，幾乎所有穆斯林人口都被流放。奧塞梯穆斯林和卡巴爾達人卻被留了下來。部分切爾克西亞人逃脫了劫難，得以幸存並終歸故土。現代的切爾克西亞人和阿巴扎人是他們的後裔。沙俄的文件紀錄超過400,000切爾克西亞人被遇害，497,000人被迫流亡，只有80,000人仍存於其家鄉。奧斯曼政府將切爾克西亞人視爲工具，讓其在亞美尼亞、阿拉伯地區和巴爾幹半島定居，而這些地域都因具有强烈的民族主義訴求而鮮得安寧。更多的切爾克西亞人死在巴爾幹地區的民族政策之下，這樣的悲劇主要發生在當時獲得獨立的塞爾維亞和保加利亞兩地。即使是在伊斯蘭的國度，切爾克西亞人也遭到了強制同化。土耳其、敘利亞、伊拉克等國作為民族主義昌盛的穆斯林國家，將非突厥或阿拉伯民族的人口視作異族的威脅。
1994年五月，時任俄羅斯總統鮑里斯·葉利欽承認反抗沙皇政權的運動是合法的，但他並未“就沙俄政府的種族滅絕行動認罪”。1997與1998年，俄羅斯聯邦卡巴爾達-巴爾卡爾共和國與阿迪格共和國的領導人向杜馬呼籲，要求重新審視切爾克西亞當年之遭遇並做出道歉，但沒有收到回應。2006年10月，阿迪格在俄、土、以、約、敘、美、比、加、德的社會團體向歐洲議會主席致信，請求對種族滅絕進行承認。
2005年7月5日，作為聯合全俄不同地區切爾克西亞人的切爾克西亞議會，要求莫斯科當局承認種族滅絕，並致歉。

### 引用
1. ↑  .   [2017-06-05]. （原始内容存档于2019-06-12） （中文（简体））.
2. ↑  . Blogwatch. Worldfocus. 2009-02-05  [2012-11-17]. （原始内容存档于2017-09-14）.
3. ↑  M. 哈桑·卡卡尔. . 加州大学出版社. 1997年2月25日  [2017年6月11日]. ISBN 978-0520208933. （原始内容存档于2017年10月18日） （英语）.
4. ↑  Robert Gellately; Ben Kiernan. . Cambridge, UK: Cambridge University Press. 2003: 267. ISBN 0-521-52750-3.
5. ↑  Staub, Ervin. . Cambridge, UK: Cambridge University Press. : 8. ISBN 0-521-42214-0.
6. ↑  Jones 2006，第3頁 footnote 5 cites Helen Fein, Genocide: A Sociological Perspective, (London: Sage, 1993), p. 26
7. ↑  Chalk & Jonassohn 1990，第28頁.
8. ↑  Diamond 1992.
9. ↑  Wright 2004，第24, 37頁.
10. ↑  Gail Glover. . Phys.org. 2014-02-24  [2016-02-13]. （原始内容存档于2017-09-04）.
11. 1 2  Jones 2006，第5頁.
12. ↑  Potter, James M.; Jason P. Chuipka.  (PDF). Journal of Anthropological Archaeology. 2010, 29 (4): 507–523  [2012-05-18]. doi:10.1016/j.jaa.2010.08.001. （原始内容存档 (PDF)于2016-08-18）.
13. ↑  . Msnbc.com. 2010-09-20  [2017-06-12]. （原始内容存档于2010-09-23）.
14. ↑  Raphael Lemkin. Steven Leonard Jacobs , 编. . Lexington Books. 2012: 71  [2016-02-14]. ISBN 978-0-7391-4526-5. （原始内容存档于2017-07-10）.
15. ↑  《晉書·卷一百七》 （页面存档备份，存于） Jin Shu Original text 閔躬率趙人誅諸胡羯，無貴賤男女少長皆斬之，死者二十余萬，屍諸城外，悉為野犬豺狼所食。屯據四方者，所在承閔書誅之，于時高鼻多須至有濫死者半。
16. ↑  Jones 2006，第9, footnote 24頁.
17. ↑  Paul Kahn. . Cheng & Tsui. 1998-01-01  [2017-06-12]. ISBN 978-0-88727-299-8. （原始内容存档于2016-06-17）.
18. ↑  . . : 100  [2017-06-12]. （原始内容存档于2017-02-02）.
19. ↑  The Encyclopedia of Genocide, ABC-CLIO, 1999, page 48, article "Afghanistan, Genocide of"
20. ↑  Totten, Bartrop & Jacobs 2008，第历史上的种族灭绝載於Google圖書頁.
21. ↑  Rubinstein 2004，第历史上的种族灭绝載於Google圖書頁.
22. ↑  "History of the Nestorians".
23. ↑  The Turco-Mongol Invasions". Rbedrosian.com. Retrieved 22 May 2012.
24. ↑  Forbath, Peter. . Harper & Row. 1977: 278. ISBN 978-0-06-122490-4.
25. ↑  Wertham, Fredric. . 1968. ISBN 978-0-7091-0232-8.[页码请求]
26. ↑  Hochschild, Adam. . 2006. ISBN 978-1-74329-160-3.[页码请求]
27. 1 2  Weisbord 2003，第35–45頁.
28. ↑  Crowe 2013，第17頁.
29. ↑  Vanthemsche 2012，第41頁.
30. ↑  Ben Kiernan,Blood and Soil: A World History of Genocide and Extermination from Sparta to Darfur, Yasle University Press 2007 p.364-365.
31. ↑  Kiernan 2007 p.374.
32. ↑  Chrisafis, Angelique. . The Guardian.   [2017-06-14]. （原始内容存档于2019-04-11）.
33. ↑  . BBC News.   [2017-06-14]. （原始内容存档于2019-04-13）.
34. ↑  Cooper 2006，第113–126頁.
35. ↑  . 南方快报. 2004-08-12  [2017年6月15日]. （原始内容存档于2010-12-26） （中文（繁體））. 「我會將反抗者斬盡殺絕，讓他們血流成河。」1904年，德國皇家軍隊西南非洲殖民最高軍事統帥洛塔‧馮‧特羅塔（Lothar von Trotha）出征前下達了這樣的種族滅絕令。當年8月11日，同捍衛家園的遊牧民族赫雷羅（Herero）之間展開的第一場生死戰開始了，地點在今天的納米比亞沃特貝格。這場血戰的結局事先就很清楚，儘管赫雷羅人進行了殊死的抵抗，但最終還是無法同來自遠方的殖民強盜相匹敵。生命遭屠殺，土地被掠奪，赫雷羅民族從此深深播下了仇視的種子。
36. ↑  Friedrichsmeyer, Lennox & Zantop 1998，第110頁.
37. ↑  Sarkin-Hughes 2008，第5頁.
38. ↑  Olusoga & Erichsen 2010，第150–1頁.
39. ↑  Olusoga & Erichsen 2010，第151頁.
40. ↑  Jones 2006，第7–8頁.
41. ↑  Eugene Walter, Terror and Resistance (1969)
42. ↑  Major Charters, Royal Artillery, "Notices of the Cape And Southern Africa, Since The Appointment, As Governor, Of Major-Gen. Sir Geo. Napier". United Service Journal and Naval and Military Magazine, London: W. Clowes and Son, 1839, Part III, p.24
43. ↑  Encyclopædia Britannica, 15th edition
44. ↑  Victor Hanson. . Knopf Doubleday Publishing Group. 2007-12-18: 313  [2017-06-19]. ISBN 978-0-307-42518-8. （原始内容存档于2017-10-12）.
45. 1 2  Stannard 1993，第146–7頁.
46. ↑  Yes, Native Americans Were the Victims of Genocide （页面存档备份，存于）; History News Network; Roxanne Dunbar-Ortiz; May 12, 2016
47. ↑  Kiernan 2007，第81頁
48. ↑  David Dixon. . University of Oklahoma Press. 2005: 152–155  [2016-02-16]. ISBN 978-0-8061-3656-1.
Michael N. McConnell. . University of Nebraska Press. 1997: 195–196  [2016-02-16]. ISBN 0-8032-8238-9.
Gregory Evans Dowd. . Johns Hopkins University Press. 2004: 190  [2016-02-16]. ISBN 978-0-8018-7892-3.

For historians who describe this specific attempt at intentional infection as successful, see:

William R. Nester. . Greenwood Publishing Group. 2000: 112  [2016-02-16]. ISBN 978-0-275-96770-3.
Francis Jennings. . Norton. 1990: 447–448  [2016-02-16]. ISBN 978-0-393-30640-8.
49. 1 2  The Effect of Smallpox on the Destiny of the Amerindian; Esther Wagner Stearn, Allen Edwin Stearn; University of Minnesota; 1945; Pgs. 13-20, 73-94, 97
50. ↑  Henderson, Donald A. et al. Smallpox as a Biological Weapon. Medical and Public Health Management （页面存档备份，存于）. JAMA 1999, 281(22):2127–2137. doi:10.1001/jama.281.22.2127
51. ↑  d'Errico, Peter. Jeffrey Amherst and Smallpox Blankets （页面存档备份，存于）.
52. ↑  Kotar, S.L.; Gessler, J.E. . McFarland. 2013: 111. ISBN 9780786493272.
53. ↑  Washburn, Kevin K. . Michigan Law Review. February 2006, 104: 709, 735  [2017-02-05]. （原始内容存档于2019-06-09）.
54. ↑  Valencia-Weber, Gloria. . University of Pennsylvania Journal of Constitutional Law. January 2003, 5: 405, 408–09  [2017-02-05]. （原始内容存档于2019-06-13）.
55. ↑  Stafford Poole, quoted in Robert Royal. . Ethics and Public Policy Center. 1992: 63  [2017-06-26]. ISBN 978-0-89633-174-7. （原始内容存档于2016-06-10）.
56. ↑  Guenter Lewy. . History News Network. 2007  [2013-08-28]. （原始内容存档于2014-09-05）.
57. ↑  Noble David Cook. . Cambridge University Press. 1998-02-13: 9–14  [2017-06-26]. ISBN 978-0-521-62730-6. （原始内容存档于2016-11-29）.
58. ↑  An Indigenous Peoples' History of the United States; Roxanne Dunbar-Ortiz; Beacon Press; 2014; Pgs. 41-42
59. ↑  American Indian Holocaust and Survival: A Population History Since 1492; Russell Thornton; University of Oklahoma Press; 1987; Pages xv-xviii
60. ↑  Quammen, David. . New York: W.W. Norton. 2003: 252. ISBN 0-393-05140-4.
61. ↑  David Cesarani; Sarah Kavanaugh. . Psychology Press. 2004-01-01: 381  [2017-06-29]. ISBN 978-0-415-27510-1. （原始内容存档于2016-06-10）.
62. ↑  . BBC News. 2003-10-12  [2006-10-21]. （原始内容存档于2017-06-18）.
63. ↑  Carlos A. Floria and César A. García Belsunce, 1971. Historia de los Argentinos I and II; ISBN 84-599-5081-6. [页码请求]
64. ↑  Andermann, Jens. . Birkbeck, University of London.   [2016-11-25]. （原始内容存档于2018-09-28）. It is this sudden acceleration, this abrupt change from the discourse of 'defensive warfare' and 'merciful civilization' to that of 'offensive warfare' and of genocide, which is perhaps the most distinctive mark of the literature of the Argentine frontier.
65. ↑  Rock, =David. . Stanford University Press. 2002: 93–94  [2017-06-30]. ISBN 978-0-8047-4466-9. （原始内容存档于2016-05-22）.
66. ↑  "Civilización o genocidio, un debate que nunca se cierra" （页面存档备份，存于） by Cacho Fernández – Qollasuyu Tawaintisuyu Indymedia （西班牙文）
67. 1 2  陈路芳，肖耀科.  (学位论文). 《社会科学家》. 2012.
68. ↑   (PDF). Wabano Centre for Aboriginal Health. 2000  [2016-06-28]. （原始内容 (PDF)存档于2015-12-03）.
69. ↑  Tasker, John Paul. . CBC. 2015-05-29  [2016-07-01]. （原始内容存档于2016-05-18）.
70. ↑  . Indigenous Foundations. UBC First Nations and Indigenous Studies.   [2016-06-28]. （原始内容存档于2016-06-27）.
71. ↑  Luxen, Micah. . BBC. 2016-06-24  [2016-06-28]. （原始内容存档于2016-07-25）.
72. ↑   (PDF). Brethren in Christ Canada. April 2012  [2016-06-28]. （原始内容 (PDF)存档于2016-08-17）.
73. ↑   (PDF). The Truth and Reconciliation Commission of Canada. 2015-05-31  [2016-06-28]. （原始内容 (PDF)存档于2018-09-21）.
74. ↑  . Toronto Star.   [2016-02-04]. （原始内容存档于2017-04-07）.
75. ↑  Genocide; Szumski, Bonnie; Greenhaven Press; 2001; Pgs. 155-8
76. ↑  Robins & Jones 2009.
77. ↑  Robins & Jones 2009，第50頁.
78. ↑  James L. Haley (1981). Apaches: A History and Culture Portrait （页面存档备份，存于）. University of Oklahoma Press. pp. 50–51. ISBN 0806129786
79. ↑  {Margaret Conrad, History of the Canadian Peoples fifth edition pg 256–257}
80. ↑  {http://www.heritage.nf.ca/aboriginal/beo_extinction.html}%5B%5D
81. ↑  Knowles, RP; Tomplins J; Worthen WB. . University of Toronto Press. 2003: 169. ISBN 0-8020-8621-7.
82. ↑  Robins & Jones 2009，第1頁.
83. ↑  United States Congress Joint Committee on the Conduct of the War, 1865 (testimonies and report)
84. ↑  Brown, Dee. . . Macmillian. 2001: 86–87 [1970]. ISBN 978-0-8050-6634-0.
85. ↑  Michno, Gregory. . Mountain Press Publishing. 2003: 353  [2017-07-21]. ISBN 0-87842-468-7. （原始内容存档于2016-06-24）.
86. ↑  Russell Thornton. . University of Oklahoma Press. 1987  [2017-08-24]. ISBN 978-0-8061-2220-5. （原始内容存档于2016-01-08）.
87. ↑  Lord, Lewis.  (PDF). U.S. News & World Report: The Bronx High School of Science: 68–70. August 1997  [2017-06-04]. （原始内容存档 (PDF)于2018-08-12）.
88. ↑  United States Census Bureau. . Norman Ross Publishing. 1994: 28  [2017-02-05]. ISBN 978-0-88354-462-4.
89. ↑  Arthur Grenke. . New Academia Publishing, LLC. 2005-01-01: 161  [2017-08-24]. ISBN 978-0-9767042-0-1. （原始内容存档于2016-05-14）.
90. ↑  Carter (III), Samuel (1976). Cherokee sunset: A nation betrayed: a narrative of travail and triumph, persecution and exile. New York: Doubleday, p. 232.
91. ↑  Francis Paul Prucha. . University of Nebraska Press. 1995: 241 note 58  [2016-02-16]. ISBN 0-8032-8734-8.
John Ehle. . Anchor Books. 1989: 390–392  [2016-02-16]. ISBN 978-0-385-23954-7.
William L. Anderson. . University of Georgia Press. 1992: 75–93  [2016-02-16]. ISBN 978-0-8203-1482-2.
92. ↑  Stannard 1993，第124頁.
93. ↑  Mann 2009.
94. ↑  Vectors of Death: The Archaeology of European Contact; University of New Mexico Press; 1987; p. 147-148
95. ↑  Rotting Face: Smallpox and the American Indian; R. G. Robertson; Caxton Press; 2001 Pgs. 80-83; 298-312
96. ↑  Empire, Colony, Genocide: Conquest, Occupation, and Subaltern Resistance in World History; Berghahn Series; Volume 12 of Studies on war and genocide; A. Dirk Moses; Berghahn Books, 2008; Pgs 443-445
97. ↑  Thornton 1987，第107-109頁.
98. 1 2  Madley 2016, p.11, p.351
99. ↑  Pritzker, Barry. 2000, A Native American Encyclopedia: History, Culture, and Peoples. Oxford University Press, p. 114
100. ↑  李恩涵。同治年間陝甘回民事變中的主要戰役，第112頁。
101. ↑  路伟东. . 禹贡网. （原始内容存档于2009-01-01） （中文）.
102. ↑  曹树基：《中国人口史》第5卷《清时期》，第635页
103. ↑  高新. . 自由亚洲电台. 2013-10-31  [2015-02-18]. （原始内容存档于2015-02-11）.
104. ↑  . 美国之音（中文）. 2019-11-17  [2019-11-17]. （原始内容存档于2019-11-17）.
105. ↑  . 蘋果日報 (香港). 2019-11-16  [2019-11-17]. （原始内容存档于2019-11-16）.
106. ↑  埃科尔斯. . 美国之音. 2021年12月11日  [2022-11-20]. （原始内容存档于2022-07-16）.
107. ↑  . the Guardian. 2022-08-31  [2022-09-01]. （原始内容存档于2022-09-01） （英语）.
108. ↑  CNN, Jorge Engels. . CNN.   [2022-09-01]. （原始内容存档于2022-09-03）.
109. ↑  . 人民网. 2006-10-31  [2012-09-06]. （原始内容存档于2015-11-17） （中文（中国大陆））.
110. 1 2  دلجو, عباس. . کابل: انتشارات امیری. 2014. ISBN 9936801504.
111. ↑  Davis, M (2001) Late Victorian Holocausts: El Nino Famines and the Making of the Third World London Verso Page 9
112. ↑  Jones, Adam Chapter 2:State and Empire. Genocides a Comprehensive Introduction Routledge ISBN 9781317533856
113. ↑  Powell, Christopher Barbaric Civilization: A Critical Sociology of Genocide McGill-Queen's Press - MQUP pages 238 - 245 ISBN 9780773585560
114. ↑  Perdue 2005的第3–7章讲述了准噶尔帝国兴衰与其他蒙古部族、清和俄罗斯帝国的关系。
115. ↑  魏源, 聖武記 Military history of the Qing Dynasty, vol.4. "計數十萬戶中，先痘死者十之四，繼竄入俄羅斯哈薩克者十之二，卒殲於大兵者十之三。"
116. ↑  Perdue 2005，第285頁.
117. ↑  Clarke 2004，第37頁.
118. ↑  Perdue 2005，第283–285頁.
119. ↑  Dr. Mark Levene, 南安普顿大学, see "Areas where I can offer Postgraduate Supervision". Retrieved 9 February 2009.
120. ↑  Levene 2008，第188頁.
121. ↑  川圭介. . 世界民族. 1996, (1996.3): 51–53.
122. 1 2  Philippa Fogarty. . BBC News. 2008-06-06  [2016-02-16]. （原始内容存档于2017-11-08）.
123. ↑  Andy Sharp. . Japan Today. 2009-03-01  [2016-02-16]. （原始内容存档于2016-09-03）.
124. ↑  Roy Thomas. . I.B.Tauris. 1989: 227  [2016-02-16]. ISBN 978-1-85043-125-1. （原始内容存档于2019-06-13）.
125. ↑  Vladimir Yampolski.  [The tragedy of the Ainu - The tragedy of the Russian Far East]. kamtime.ru. 2004-12-08  [2016-02-15]. （原始内容存档于2018-09-27） （俄语）.
126. ↑  Aboona, H (2008), Assyrians, Kurds, and Ottomans: intercommunal relations on the periphery of the Ottoman Empire, Cambria Press, ISBN 978-1-60497-583-3.
127. ↑  Gaunt & Beṯ-Şawoce 2006, p. 32
128. ↑  Adalian, Rouben Paul (2010), Historical Dictionary of Armenia (2nd ed.), Lanham, MD: Scarecrow, p. 154.
129. ↑  Akçam, Taner (2006) A Shameful Act: The Armenian Genocide and the Question of Turkish Responsibility p. 42, Metropolitan Books, New York ISBN 978-0-8050-7932-6
130. ↑  Angold, Michael (2006), O’Mahony, Anthony, ed., Cambridge History of Christianity, 5. Eastern Christianity, Cambridge University Press, p. 512, ISBN 978-0-521-81113-2.
131. ↑  Cleveland, William L. (2000). A History of the Modern Middle East (2nd ed.). Boulder, CO: Westview. p. 119. ISBN 0-8133-3489-6.
132. ↑  Crampton, R. J. . OUP Oxford. 2007-02-01  [2018-07-18]. （原始内容存档于2019-06-09） –Google Books.
133. ↑   Chisholm, Hugh (编). .  4 (第11版). London: Cambridge University Press. 1911.
134. ↑  Genocide and gross human rights violations: in comparative perspective, Kurt Jonassohn, 1999, p.210
135. ↑  "Bulgaria" in the Encyclopædia Britannica, 11th Ed. (Cambridge, 1911.)
136. ↑  Religion, Ethnicity and Contested Nationhood in the Former Ottoman Space, Editors J. Rgen Nielsen, Jørgen S. Nielsen, Publisher BRILL, 2011, ISBN 9004211330, p. 282.
137. ↑  Raymond H. Kévorkian, "The Cilician Massacres, April 1909" in Armenian Cilicia, eds. Richard G. Hovannisian and Simon Payaslian. UCLA Armenian History and Culture Series: Historic Armenian Cities and Provinces, 7. Costa Mesa, California: Mazda Publishers, 2008, pp. 339-69.
138. ↑  Adalian, Rouben Paul. . Totten, Samuel; Parsons, William S.  (编). . Routledge. 2012: 117–56  [2013-08-28]. ISBN 9780415871914. （原始内容存档于2019-06-05）.
139. ↑  Adalian, Rouben Paul. . . Scarecrow Press. 2010: 70–71  [2013-08-28]. ISBN 9780810874503. （原始内容存档于2019-06-04）.
140. ↑  David Gaunt, "The Assyrian Genocide of 1915" （页面存档备份，存于）, Assyrian Genocide Research Center, 2009
141. ↑  Smith, Roger W. . Genocide Studies International. 2015-03-11, 9 (1): 1–9  [2018-07-18]. ISSN 2291-1847. （原始内容存档于2019-04-01） （英语）.
142. ↑  . Schaller, Dominik J., Zimmerer, Jürgen. London: Routledge. 2009. ISBN 0415480124. OCLC 263294453.
143. ↑  . Shirinian, George, 1949- First edition. New York. ISBN 9781785334337. OCLC 957139268.

### 书目
- Andreopoulos, George J. . University of Pennsylvania Press. 1997  [2017-06-11]. ISBN 0-8122-1616-4. （原始内容存档于2016-06-17）.
- Asociación Americana para el Avance de la Ciencia. . Instrumentes legales y operativos para el funcionamiento de la Comisión para el Esclarecimiento Histórico. 1999  [2017-06-11]. （原始内容存档于2013-05-06） （西班牙语）.
- Braudel, Fernand, The Perspective of the World, vol. III of Civilization and Capitalism 1984 (in French 1979).
- Bonwick, James. . London: Sampson Low, Son, & Marston. 1870  [2017-06-11]. （原始内容存档于2016-05-10）.
- Chakma, Kabita; Hill, Glen. . Kamala Visweswaran  (编). . University of Pennsylvania Press. 2013: 132–157. ISBN 978-0812244878.
- Chalk, Frank; Jonassohn, Kurt. . Yale University Press. 1990. ISBN 0-300-04446-1.
- Clarke, Michael Edmund.  (PDF) (学位论文). Griffith University, Brisbane: Dept. of International Business & Asian Studies. 2004  [2017-06-11]. （原始内容 (PDF)存档于2008-04-10）.
- Comisión para el Esclarecimiento Histórico: Agudización. . Guatemala: memoria del silencio (Programa de Ciencia y Derechos Humanos, Asociación Americana del Avance de la Ciencia). 1999  [2014-09-20]. （原始内容存档于2013-05-06） （西班牙语）.
- Cribb, Robert; Charles Coppel. . Journal of Genocide Research (Taylor & Francis). 2009, 11 (4): 447–465  [2017-06-11]. ISSN 1469-9494. doi:10.1080/14623520903309503. （原始内容存档于2017-08-09）.
- Cooper, Allan D. . African Affairs. 2006-08-03, 106 (422): 113–126  [2017-06-11]. doi:10.1093/afraf/adl005. （原始内容存档于2016-06-24）.
- Cronon, William, Changes in the Land: Indians, Colonists, and the Ecology of New England 1983 ISBN 0-8090-1634-6
- Crowe, David M. . Crowe, David M.  (编). . London; New York: Routledge. 2013. ISBN 9781317986812.
- Crosby, Alfred W., Ecological Imperialism: The Biological Expansion of Europe, 900–1900, Cambridge University Press, 1986 ISBN 0-521-45690-8
- Curthoys, Ann. A. Dirk Moses , 编. . Berghahn Books. 2008  [2017-06-11]. ISBN 978-1-84545-452-4. （原始内容存档于2016-05-07）. |booktitle=被忽略 (帮助)
- Diamond, Jared. . New York: HarperCollins. 1993. ISBN 0-06-098403-1.
- Finnegan, Richard B.; McCarron, Edward. . Westview Press. 2000  [2017-06-11]. ISBN 978-0-8133-3247-5. （原始内容存档于2016-06-09）.
- Frank, Matthew James. . Oxford University Press. 2008: 5. ISBN 0-19-923364-0.
- Friedrichsmeyer, Sara; Lennox, Sara; Zantop, Susanne. . University of Michigan Press. 1998  [2017-06-11]. ISBN 0-472-06682-X. （原始内容存档于2016-05-21）.
- Glynn, Ian; Glynn, Jenifer. . New York, NY: Cambridge University Press. 2004.
- Gammer, M. . C. Hurst & Co. Publishers. January 2006  [2017-06-11]. ISBN 978-1-85065-748-4. （原始内容存档于2016-05-18）.
- Gray, Richard A. . Reference Services Review. 1994, 22 (4): 59–79. doi:10.1108/eb049231.
- Goble, Paul. . Radio Free Europe / Radio Liberty. 2005-07-15  [2017-06-11]. （原始内容存档于2007-01-05）. |volume=被忽略 (帮助); |issue=被忽略 (帮助)
- Jaimoukha, Amjad. . Taylor & Francis. 2004-11-10  [2017-06-11]. ISBN 978-0-203-35643-2. （原始内容存档于2016-07-23）.
- Jones, Adam. . Routledge/Taylor & Francis Publishers,. 2006. ISBN 0-415-35385-8. Excerpts（页面存档备份，存于） Chapter 1: Genocide in prehistory, antiquity, and early modernity（页面存档备份，存于）
- Kiernan, Ben.  (PDF). Critical Asian Studies. 2002, 34 (2): 163–192  [2017-06-11]. doi:10.1080/14672710220146197. （原始内容 (PDF)存档于2003-03-16）.
- ———. . New Haven, CT: Yale University Press. 2007. ISBN 978-0-300-10098-3.
- Kinealy, Christine. . Gill & Macmillan. 1995: 357. ISBN 1-57098-034-9.
- King, Michael. . Viking. January 2000  [2017-06-11]. ISBN 978-0-14-010391-5. （原始内容存档于2016-06-17）.
- Kopel, Dave; Gallant, Paul; Eisen, Joanne D. . National Review Online. 2003-04-11  [2017-06-11]. （原始内容存档于2003-04-11）.
- Levene, Mark. . I.B.Tauris. 2005-11-05  [2017-06-11]. ISBN 978-1-84511-057-4. （原始内容存档于2016-05-13）.
- Levene, Mark. . Moses, A. Dirk  (编). . Oxford and New York: Berghahn. 2008: 183–204  [2017-06-11]. ISBN 1-84545-452-9. （原始内容存档于2017-01-09）.
- Madley, Benjamin. . Journal of British Studies. 2008, 47 (1): 77–106. JSTOR 10.1086/522350. doi:10.1086/522350.
- McCarthy, Justin, , Darwin, 1995
- Mey, Wolfgang, ed.  (PDF). Copenhagen: International Work Group for Indigenous Affairs (IWGIA). 1984  [2017-06-11]. （原始内容存档 (PDF)于2012-12-03）.
- Moshin, A. . Boulder, Col.: Lynne Rienner Publishers. 2003.
- Niewyk, Donald L.; Nicosia, Francis R. . Columbia University Press. 2000: 45. The Holocaust is commonly defined as the murder of more than 5,000,000 Jews by the Germans in World War II.
- O'Brien, Sharon. . Dinah Shelton  (编). . Macmillan Library Reference. 2004: 176–177.
- Ó Gráda, Cormac. . Princeton University Press. 2000: 10  [2017-06-11]. ISBN 0-691-07015-6. （原始内容存档于2016-04-27）.
- Olusoga, David; Erichsen, Casper W. . London: Faber and Faber. 2010. ISBN 9780571231416.
- Perdue, Peter C. . Cambridge, MA; London, ENG: The Belknap Press of Harvard University Press. 2005  [2017-06-11]. ISBN 978-0-674-01684-2. （原始内容存档于2016-05-06）.
- Robins, Nicholas; Jones, Adam. . Indiana University Press. 2009  [2017-06-11]. ISBN 978-0-253-22077-6. （原始内容存档于2015-10-15）.
- Roy, Rajkumari. . Copenhagen: International Work Group for Indigenous Affairs. 2000.
- Rubinstein, W. D. . Pearson Education. 2004  [2017-06-11]. ISBN 0-582-50601-8. （原始内容存档于2016-05-05）.
- Rummel, Rudolph J. . LIT Verlag Münster. 1998  [2017-06-11]. ISBN 978-3-8258-4010-5. （原始内容存档于2016-05-08）.
- Sarkin-Hughes, Jeremy. . ABC-CLIO. 2008-11-30  [2017-06-11]. ISBN 978-0-313-36257-6. （原始内容存档于2016-05-06）.
- Sheriff, Abdul; Ferguson, Ed. . J. Currey. 1991  [2017-06-11]. ISBN 978-0-8214-0996-1. （原始内容存档于2016-05-19）.
- Sommer, Tomasz. . The Polish Review. 2010, 55 (4): 417–436. JSTOR 27920673.
- Speller, Ian, , Journal of Imperial and Commonwealth History, 2007, 35 (2): 1–35  [2017-06-11], （原始内容存档于2017-04-06）
- Stannard, David E. . Oxford University Press. 1993-11-18  [2017-06-11]. ISBN 978-0-19-508557-0. （原始内容存档于2016-08-29）.
- Tan, Mely G.  [Ethnic Chinese in Indonesia: A Collection of Writings]. Jakarta: Yayasan Obor Indonesia. 2008. ISBN 978-979-461-689-5 （印度尼西亚语）.
- van Bruineßen, Martin, , Andreopoulos, George J  (编),  (PDF), University of Pennsylvania Press: 141–70, 1994  [2017-06-11], （原始内容 (PDF)存档于2013-05-21）
- Vanthemsche, Guy. . Cambridge; New York: Cambridge University Press. 2012. ISBN 9780521194211.
- Weisbord, Robert G. . Journal of Genocide Research. 2003, 5: 35–45. doi:10.1080/14623520305651.
- Woodham-Smith, Cecil. . Signet: New York: 19. 1964.
- Wright, Ronald. . Toronto: House of Anansi Press. 2004. ISBN 0-88784-706-4.